# AlphaTauri AT02
AlphaTauri AT02 byl závodní vůz Formule 1 navržený a zkonstruovaný společností Scuderia AlphaTauri pro účast v sezóně 2021. Vůz řídili Júki Cunoda a Pierre Gasly. AT02 byl druhým vozem vyrobeným a provozovaným pod názvem AlphaTauri.

## Shrnutí sezóny

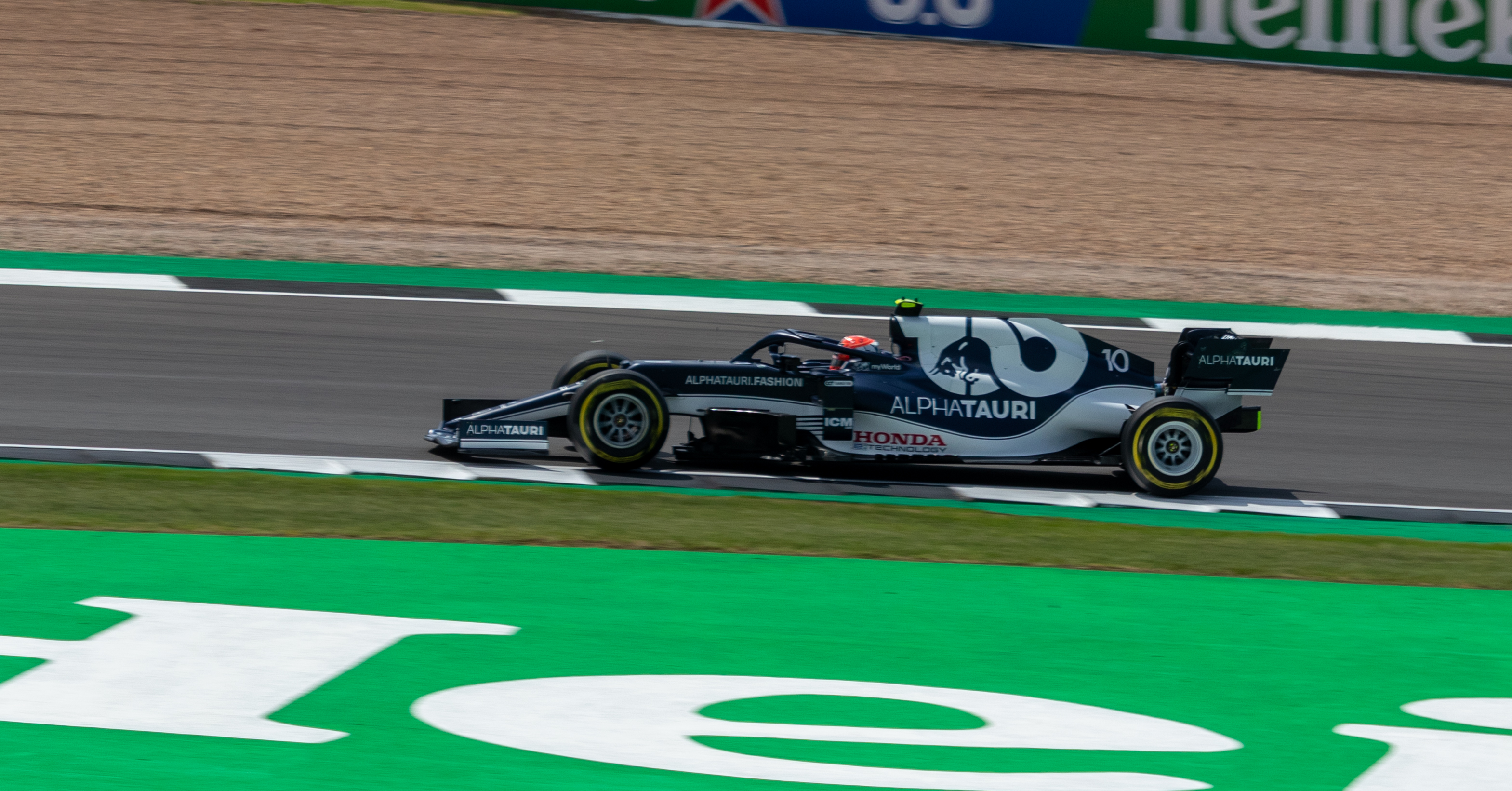
Pierre Gasly během Grand Prix Velké Británie.

Rok 2021 potvrdil pozici AlphaTauri jako úctyhodného středopolového týmu, který nedokázal udělat poslední krok potřebný k tomu, aby se stal špičkovým týmem. Balíček týmu byl rychlý a spolehlivý, ale nestačil na to, aby pravidelně končil na stupních vítězů. Gasly a Cunoda skončili těsně mimo body, ne méně než dvakrát. Vrcholem sezóny bylo Gaslyho umístění na třetím místě při Grand Prix Ázerbájdžánu, kdy tým získal páté pódium od svého debutu ve Formuli 1 v sezóně 1985 (jako Minardi ). Francouz završil povzbudivou sezónu. Cunoda, navzdory bodovanému umístění v prvním závodě sezóny, po sérii smůly ztratil motivaci a jen těsně mu unikaly další body až do Grand Prix Abú Zabí, kde skončil čtvrtý a získal tak své prozatím nejlepší umístění v kariéře.
Tým nakonec skončil šestý v šampionátu konstruktérů se 142 body. Byla to doposud jeho nejlepší pozice ve tomto šampionátu.

## Kompletní výsledky ve Formuli 1
| Legenda k tabulce | Legenda k tabulce                                                                       |
| Barva             | Výsledek                                                                                |
| ----------------- | --------------------------------------------------------------------------------------- |
| Zlatá             | Vítěz                                                                                   |
| Stříbrná          | 2. místo                                                                                |
| Bronzová          | 3. místo                                                                                |
| Zelená            | Bodované umístění                                                                       |
| Modrá             | Nebodované umístění                                                                     |
| Modrá             | Dokončil neklasifikován (NC)                                                            |
| Fialová           | Odstoupil (Ret)                                                                         |
| Červená           | Nekvalifikoval se (DNQ)                                                                 |
| Červená           | Nepředkvalifikoval se (DNPQ)                                                            |
| Černá             | Diskvalifikován (DSQ)                                                                   |
| Bílá              | Nestartoval (DNS)                                                                       |
| Bílá              | Závod zrušen (C)                                                                        |
| Světle modrá      | Pouze trénoval (PO)                                                                     |
| Světle modrá      | Páteční testovací jezdec (TD)                                                           |
| Bez barvy         | Netrénoval (DNP)                                                                        |
| Bez barvy         | Vyřazen (EX)                                                                            |
| Bez barvy         | Nepřijel (DNA)                                                                          |
| Bez barvy         | Odvolal účast (WD)                                                                      |
| Bez barvy         | Nezúčastnil se (prázdné)                                                                |
| Označení          | Význam                                                                                  |
| Tučnost           | Pole position                                                                           |
| Kurzíva           | Nejrychlejší kolo                                                                       |
| †                 | Jezdec nedojel do cíle, ale byl klasifikován, protože odjel více než 90 % délky závodu. |
| ‡                 | Byl udělován poloviční počet bodů, protože bylo odjeto méně než 75 % délky závodu.      |
| Horní index       | Umístění bodujících jezdců ve sprintu                                                   |

| Rok  | Tým                 | Motor        | Pneumatiky | Jezdci       | 1   | 2   | 3   | 4   | 5   | 6   | 7   | 8   | 9   | 10  | 11  | 12   | 13  | 14  | 15  | 16  | 17  | 18  | 19  | 20  | 21  | 22  | Body | Umístění |
| ---- | ------------------- | ------------ | ---------- | ------------ | --- | --- | --- | --- | --- | --- | --- | --- | --- | --- | --- | ---- | --- | --- | --- | --- | --- | --- | --- | --- | --- | --- | ---- | -------- |
| 2021 | Scuderia AlphaTauri | Honda RA621H | P          |              | BHR | EMI | POR | ESP | MON | AZE | FRA | STY | AUT | GBR | HUN | BEL‡ | NED | ITA | RUS | TUR | USA | MXC | SAP | QAT | SAU | ABU | 142  | 6. místo |
| 2021 | Scuderia AlphaTauri | Honda RA621H | P          | Pierre Gasly | 17† | 7   | 10  | 10  | 6   | 3   | 7   | Ret | 9   | 11  | 5   | 6    | 4   | Ret | 13  | 6   | Ret | 4   | 7   | 11  | 6   | 5   | 142  | 6. místo |
| 2021 | Scuderia AlphaTauri | Honda RA621H | P          | Júki Cunoda  | 9   | 12  | 15  | Ret | 16  | 7   | 13  | 10  | 12  | 10  | 6   | 15   | Ret | DNS | 17  | 14  | 9   | Ret | 15  | 14  | 13  | 4   | 142  | 6. místo |